# Il principe delle volpi (film)
Il principe delle volpi (Prince of Foxes) è un film del 1949 diretto da Henry King, tratto dal romanzo del 1947 Il principe delle volpi, di Samuel Shellabarger, ambientato in un Rinascimento italiano adattato per la Fox da Milton Krims. Personaggio protagonista è Andrea Orsini, che non si piega agli intrighi di Cesare Borgia, suo padrone e generale, e per amore passa al nemico. Fatto prigioniero, riesce a fuggire e a guidare la riscossa contro il tiranno.
Splendido bianco e nero di Leon Shamroy (candidato all'Oscar), il film fu girato prevalentemente nell'Italia centrale: a Siena con immagini della Sala del Mappamondo del Palazzo Comunale, San Marino, San Gimignano e Monteriggioni. Il film presenta diverse sequenze realizzate nel Castello di Gradara (PU) nelle Marche. Invece la Ferrara del Cinquecento fu ricostruita a Cinecittà. Un'ulteriore scena è stata inoltre girata lungo il canale Mortacino a Terracina (LT) (Fonte: www.terracinablog.com).
Orson Welles fu scritturato con un compenso altissimo (100.000 dollari) durante una delle tante interruzioni della lavorazione del suo Otello.
Il film si regge prevalentemente sulla superba interpretazione del Valentino fatta da Wells, perfettamente in parte, così come lo è Tyrone Power nei panni del fascinoso e spavaldo Andrea Orsini. Il cast si avvale anche di validi caratteristi britannici come Everett Sloane (Mario Belli) e Felix Aylmer (Marcantonio Varano). La protagonista femminile, Wanda Hendrix è nota soprattutto per il breve matrimonio con l'eroe di guerra ed attore di film bellici Audie Murphy.

## Trama

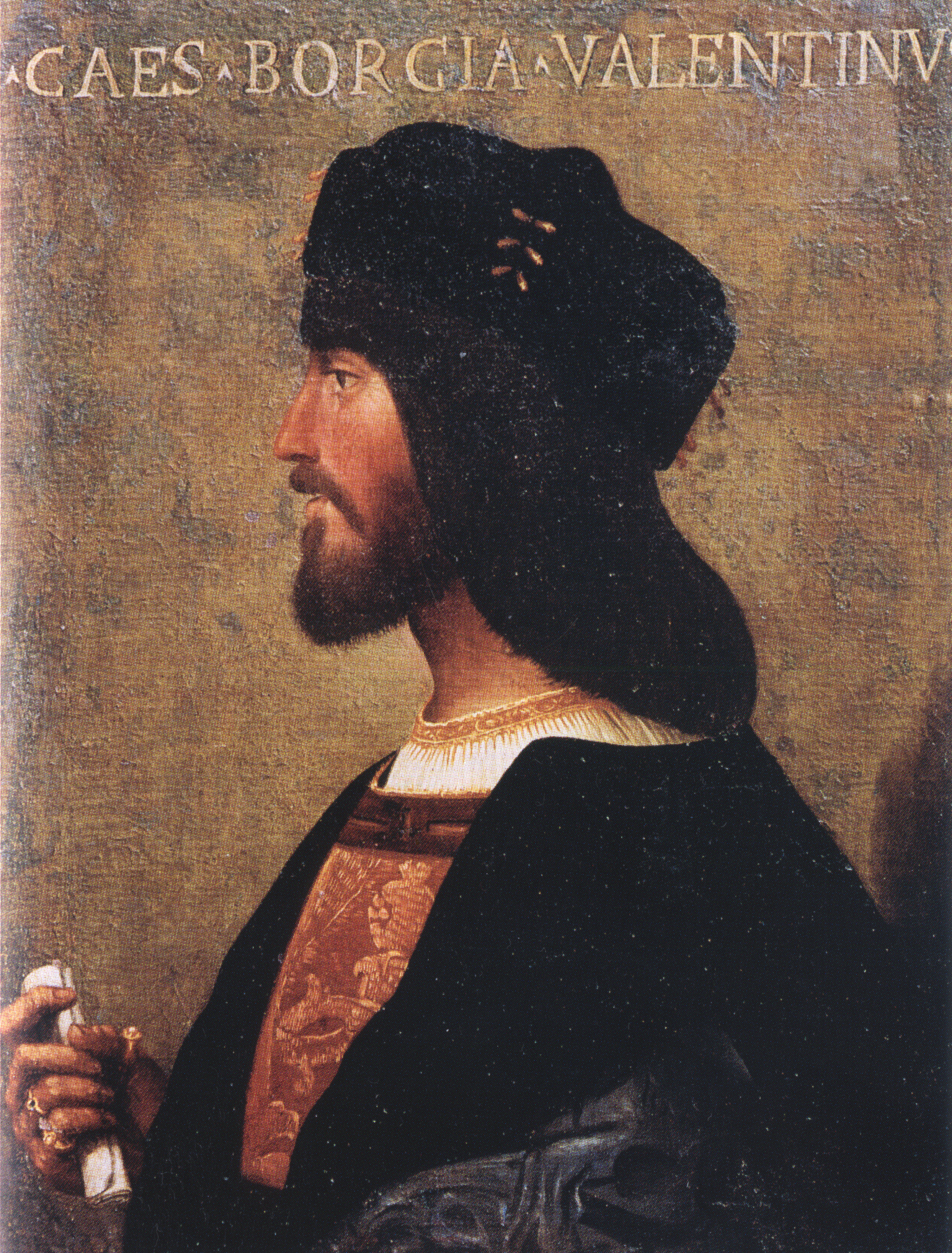
Ritratto di Cesare Borgia

Il film si apre con i funerali dello sposo di Lucrezia, sorella di Cesare Borgia e figlia illegittima di Rodrigo Borgia, salito al papato come Alessandro VI.
Sin da subito appare che né la sposa, né tantomeno il fratello Cesare sono affranti per la perdita, ed anzi ben presto si intuisce che Cesare non è estraneo al decesso. Infatti, appena finita la cerimonia Cesare chiama a raccolta tutti i suoi capitani e consiglieri, prevalentemente spagnoli ed italiani, per metterli a parte dei piani di conquista che intende avviare: già padrone dell'Italia centrale e di parte della Romagna, ha intenzione di espandersi verso nord per conquistare il ducato di Milano e la Repubblica di Venezia. Purtroppo, sulla via di questo piano ambizioso si trova la città di Ferrara, governata dal duca Ercole I d'Este, la cui potenza militare potrebbe assorbire molte delle risorse destinate alle progettate conquiste.
Cesare manifesta quindi l'idea di assicurarsi l'alleanza con Ferrara organizzando un matrimonio tra la sorella Lucrezia, ormai libera, ed il figlio primogenito di Ercole I, Alfonso. Lo scopo si presenta di particolare difficoltà perché Ercole I detesta i Borgia ed è invece orientato a stringere un'alleanza matrimoniale con la Francia, combinando il matrimonio tra Alfonso ed una principessa di quel paese. Dopo aver tratteggiato i molteplici requisiti che il suo emissario deve possedere per raggiungere l'obbiettivo, la sua scelta cade sul giovane e brillante Andrea Orsini, suscitando la gelosia degli altri cortigiani, ed in particolare di don Esteban.
In realtà Cesare, astuto calcolatore, conta sull'impegno di Orsini perché lo sa innamorato, ricambiato, di sua cugina Angela Borgia, promettendogli di consentire le nozze fra loro in caso di esito positivo della missione.
Andrea Orsini decide quindi di raggiungere Ferrara per la via più agevole, andando via mare a Venezia e da lì, per canali interni, sino alla meta. Arrivato a Venezia, si scopre che Andrea, oltre che un valente uomo d'armi, è anche un intenditore di pittura, e forse pittore egli stesso. Mentre sta contrattando con un mercante d'arte la vendita, per un'ingente somma, di un dipinto di cui si intuisce essere lui l'autore, compare sulla scena un'affascinante dama alla quale, pronto a far colpo, Orsini regala il quadro, ricevendone a sua volta un prezioso anello in pegno di riconoscenza. I sogni di una facile conquista svaniscono immediatamente, quando Orsini apprende che la fanciulla, Camilla Varano, a dispetto della giovane età è felicemente sposata con Marcantonio Varano, signore di Città del Monte, un'imprendibile roccaforte sita tra Marche e Romagna. Quando gli viene chiesto di presentarsi a sua volta, Andrea si trova in difficoltà nel chiarire la sua parentela con i nobili Orsini, sostenendo di appartenere ad un non meglio precisato ramo napoletano, destando la perplessità di Camilla e del mercante.
La sera stessa Orsini è oggetto di un agguato tesogli da un sicario, di aspetto bizzarro, ma dai modi signorili, che viene facilmente sventato. Il sicario rivela quindi di chiamarsi Mario Belli e di essere stato ingaggiato dal duca Ercole I di Ferrara, a conoscenza della missione, per eliminare l'emissario dei Borgia prima che arrivi a Ferrara. Andrea, dotato di notevole impudenza, decide di prendere Belli al suo servizio e di presentarsi con lui a Ferrara, conscio che se il duca ha cercato di eliminarlo occultamente, difficilmente agirà contro di lui alla luce del sole.
Durante il tragitto sui canali che collegano Venezia a Ferrara, a Belli ed Orsini viene raccontata la storia della proprietaria di una fattoria che incontrano lungo la strada, Monna Costanza Zoppi. Di umili origini come il marito, fabbro di professione, con grandi sacrifici aveva mandato il figlio a studiare pittura a Venezia: quest'ultimo, dopo iniziali successi era scomparso per ricomparire come brigante nel regno di Napoli, finché di lui si è persa ogni traccia.
Belli, incuriosito dalla reazione mostrata da Orsini al racconto, decide di pedinarlo e scopre così che Andrea è il figlio scomparso di monna Costanza, che il suo cognome è Zoppi e non Orsini, e quindi di natali del tutto plebei. Monna Costanza, presagendo che la messinscena del figlio lo esporrà ad enormi pericoli, cerca in tutti i modi di convincerlo ad abbandonare le sue ambizioni e a sfruttare il talento che la natura gli ha dato, ma invano.
Belli, dissimulando abilmente di essere a conoscenza della reale identità di Andrea, decide di continuare ad appoggiarlo, certo che le eccezionali doti del suo patrono li porteranno al successo. E così è. Arrivati a Ferrara, grazie alle sue capacità adulatorie e facendo abilmente leva sulla cupidigia di Alfonso, Andrea lo induce a sottoscrivere il contratto di matrimonio con Lucrezia Borgia, anche contro la volontà del padre.
Tornati trionfanti a Roma, per Belli ed Orsini sembra aperta la via del successo, ma l'astuto Cesare procrastina le nozze promesse, facendo infuriare la cugina Angela, ed affida ad Andrea una nuova missione, quella di ambasciatore presso la signoria dei Varano, Città del Monte, approfittando della presenza a Roma dei coniugi in pellegrinaggio. In realtà l'incarico affidato ad Andrea consisterà nel sedurre Camilla e nell'eliminare l'anziano marito, di cui sposerebbe la vedova, che gli porterebbe in dote la signoria della città, che cadrebbe quindi nell'orbita di Cesare.
Andrea, affascinato da Camilla, accetta volentieri l'incarico senza però accorgersi che l'astuto Cesare ha corrotto Belli, incaricato di eliminare Orsini se lo vedesse esitare nel dar corso al piano. I timori di Cesare erano fondati perché Andrea, durante il soggiorno a Città del Monte, comincia a nutrire stima e rispetto per l'anziano signore, combattendo contro l'amore per Camilla.
La situazione precipita quando, con l'arrivo della primavera, l'esercito di Cesare Borgia si mette in movimento e trova sulla sua strada Città del Monte. Quando il nobile Varano rifiuta il passaggio al Borgia, Andrea impedisce a Belli di eliminarlo, violando i termini dell'accordo fra loro. Belli, sentendosi tradito nelle sue aspettative lascia Andrea, ormai schierato dalla parte dei Varano, e rivela a Borgia che colui che aveva accolto alla sua corte non è altro che un villano sotto mentite spoglie.
Scoppia quindi la guerra tra i Varano ed i Borgia e, dopo un primo vittorioso scontro, l'anziano signore viene ferito a morte. Prima di spirare costui rivela ad Andrea che il matrimonio con Camilla è sempre stato una finzione e che esso è stato celebrato unicamente per sottrarla ad un destino incerto dopo la morte del padre di lei, di cui era il miglior amico.
L'onere della difesa di Città del Monte cade quindi tutto su Andrea, ma la superiorità di Cesare Borgia è schiacciante, ed alla fine la roccaforte è costretta alla resa. Tra i patti è compresa la consegna di Andrea, che viene quindi lungamente torturato ed umiliato, ed infine esposto al dileggio di quelli che erano suoi pari al banchetto della vittoria. Oltre a mostrarlo ai presenti coperto di stracci e malridotto, il crudele Borgia ha concepito un ulteriore diversivo: ha fatto arrestare la madre di Andrea, e la fa condurre nella sala, dove essa inorridisce nel vedere il figlio ferito ed in catene. Camilla scopre così che Andrea, da lei sempre creduto un suo pari, è di bassi natali, ma dopo l'iniziale sorpresa, ella manterrà intatto il suo amore per lui.
Cesare decide quindi che Andrea sarà chiuso in una gabbia appesa alle mura sino a morire di fame, ma allora Belli propone che sia molto più crudele accecare un artista lasciandolo in vita, offrendosi di eseguire personalmente la sentenza. In realtà egli finge di dare corso all'atto spremendo degli acini d'uva sul viso di Andrea che, creduto cieco, viene liberato ed affidato alla madre.
Ripresosi dalle conseguenze delle torture, Andrea è deciso a fare di tutto per liberare Camilla, e mentre Cesare Borgia prosegue la sua marcia sulla Romagna, con l'aiuto di Belli, di nuovo dalla sua parte, decide di guidare una rivolta popolare contro la guarnigione che occupa Città del Monte.
Il piano riesce e, dopo aver finalmente eliminato il suo vecchio rivale don Esteban, Andrea riconquista Cttà del Monte, e può finalmente governare su di essa come marito di Camilla, mentre una voce narrante racconta del crollo delle ambizioni di Cesare Borgia.

## Riconoscimenti
- 1950 - Premio Oscar
  - Oscar alla migliore fotografia
  - Oscar ai migliori costumi